# Joe Lawson
Joseph Lawson III , (Indianápolis, Indiana, 14 de septiembre de 1992) es un jugador de baloncesto estadounidense que actualmente se queda sin equipo. Con 2,01 de estatura, su puesto natural en la cancha es el de alero.

## Trayectoria
Se formó en a caballo entre Indiana University Southeast (2010-2012) en la NAIA y tres temporadas en la NCAA2 con Indianapolis Greyhounds (2012-2015), tras no ser elegido en draft de la NBA de 2015, se marcha a Alemania para debutar como profesional en las filas del BiG Oettinger Rockets Gotha de la PRO A, la segunda división alemana.
En 2016, firma por el BV Chemnitz 99 de la misma categoría con el que juega dos temporadas. En la temporada 2017-18 jugó 27 partidos en la Bundesliga y promedió 12,9 puntos (97 por ciento de efectividad en libres y 49,4 por ciento de campo), 7,6 rebotes, 1,4 asistencias y 1,3 robos, en 24,3 minutos en cancha. 
En abril de 2018, firma para jugar unos meses en Argentina en las filas del San Lorenzo de Almagro.
En septiembre de 2018 firma con el Crailsheim Merlins alemán con el que jugaría la temporada 2018-19 en la Basketball Bundesliga.